# Беленький, Георгий Борисович
Георгий Борисович Беленький (1922—1970) — советский дерматолог и учёный-медик, доктор медицинских наук (1961), профессор (1965), руководитель дерматологической клиники МОНИКИ (1965—1970), прозаик. Член Союза писателей СССР.

## Биография
Родился 4 октября 1922 года в Баку. Отец — Борис Натанович Беленький (1897, Баку — 1937), инспектор отдела кадров Управления железной дороги имени Кагановича, Свердловск (арестован 27.12.1936, осуждён 31.03.1937, расстрелян 01.04.1937). Мать — Нина Давидовна Лордкипанидзе (1899—1983).
После ареста отца ушёл из общеобразовательной школы, поступил работать токарем на завод, перевёлся в вечернюю школу. В 1940 году поступил во 2-й Московский государственный медицинский институт, где проучился только один год. В 1941 г. со 2-го курса его, как и многих других студентов, призвали в ряды ополчения для защиты Москвы. В связи с нехваткой медицинских работников в армии вскоре было принято решение возвращать недоучившихся студентов в институт. После ускоренного окончания института, в 1944 г. врач Г. Б. Беленький в звании зауряд-врача ушёл на фронт. Служил в должности старшего врача дивизии армейского подчинения, в течение нескольких дней командовал полком в связи с гибелью старшего офицерского состава. Был дважды ранен, один раз тяжело. Был награждён, в том числе орденом Красной Звезды, которым особенно гордился.
В 1946 году после демобилизации Г. Б. Беленький возвратился в Москву и был принят в аспирантуру Центрального кожно-венерологического научно-исследовательского института
После окончания Беленького направили в Симферопольский медицинский институт. После защиты кандидатской диссертации он занял должность доцента кафедры кожных и венерических болезней. В 1950 г. доцента Беленького арестовали, он был осужден по 58-й статье. В 1952 г. о лагере, в котором находился Георгий Борисович, Б. Дьяковым была написана «Повесть о пережитом», в которой о Г. Б. Беленьком было сказано: «…. заставить его всему подчиняться было невозможно…»
В 1955 году после реабилитации Г. Б. Беленький вернулся в Москву. Врач Г. Б. Беленький был восстановлен во всех званиях, степенях и регалиях и получил направление в Центральный институт усовершенствования врачей. В 1961 г. защитил докторскую диссертацию, на тему: «Реакция иммобилизации бледных спирохет». в которой впервые в нашей стране было осуществлено практическое внедрение реакции иммобилизации бледной трепонемы в деятельность дерматовенерологических учреждений СССР. Эта реакция и сегодня является одним из золотых стандартов диагностики сифилитической инфекции. В возрасте 43 лет Г. Б. Беленький получил профессорскую должность в клинике дерматовенерологии МОНИКИ.
Соавтор сценария фильма «И снова утро» (1961).
Скончался 10 февраля 1970 года. Похоронен в Москве на Ваганьковском кладбище

## Семья
Племянник разведчиков-нелегалов Полины Натановны Беленькой и Якова Исааковича Серебрянского, хирурга и трансфузиолога Давида Натановича Беленького. Двоюродная сестра Татьяна Марковна Рыбакова (1928—2008), мемуаристка, была замужем (последовательно) за поэтом Евгением Винокуровым и прозаиком Анатолием Рыбаковым.

## Научные труды в области медицины
- Беленький, Георгий Борисович. Реакция иммобилизации бледных трепонем— М. : Медгиз, 1964 г. — 164 с. -
- Беленький, Георгий Борисович. Генетические факторы в дерматологии : монография — М. : Медицина, 1970. — 208 с
- Беленький, Георгий Борисович. Пиодермиты М. : Медгиз, 1958
- Беленький, Георгий Борисович. Гнойничковые заболевания кожи. Москва 1956

## Боевые награды
- Орден Красной Звезды
- Медаль «За отвагу»
- Юбилейная медаль «За воинскую доблесть. В ознаменование 100-летия со дня рождения Владимира Ильича Ленина»

## Литературные произведения
- Беленький Г. Б. Ты не один: повесть Сов. писатель, 1964
- Беленький Г. Не обворуй себя (1965)
- Беленький Г. Б. Три долгих дня: драма. Искусство, 1965